# Carlos Lazón
Carlos Lazón Quiñonez (Pisco, Ica, Perú, 5 de octubre de 1929 - 25 de marzo de 2013) fue un futbolista peruano apodado “El Polifuncional”, ya que aparte de delantero (su puesto inicial en el fútbol) jugó de volante de contención y de defensa al final de su carrera.
Dos de sus hijos también fueron destacados futbolistas, ambos llamados Carlos: El mayor Carlos Jr. o Charles (Cat. 1952) que hizo menores en Alianza Lima en los años sesenta y fue parte de la Selección juvenil en 1971; y Carlos Alfonso (Cat. 1957) que debutó en Defensor Lima, fue parte de la Selección juvenil en 1975 y fue bicampeón con Alianza Lima en 1977-1978.

## Trayectoria
Se inició en el Mariscal Sucre entre los años 1949 y 1951, luego jugaría en el Huracán de Argentina, posteriormente en Alianza Lima, Sporting Cristal y Ciclista Lima, en el cuadro victoriano consiguió dos títulos y en cuadro rimense un título
En 1972 fue entrenador del Cía Industrial Textil S.A (Citsa) donde tuvo a su excompañero Alberto 'Cachito' Ramírez de atacante.

## Selección Peruana
Lazón fue seleccionado nacional desde 1952 hasta 1957, con 22 partidos jugados en total. También participó en las eliminatorias para el Mundial de Suecia 1958.

### Participaciones en Copa América
| Copa América                 | Sede    | Resultado     |
| ---------------------------- | ------- | ------------- |
| Campeonato Sudamericano 1955 | Chile   | Tercer puesto |
| Campeonato Sudamericano 1956 | Uruguay | Sexto puesto  |
| Campeonato Sudamericano 1957 | Perú    | Cuarto puesto |

## Clubes
| Club             | País      | Año         |
| ---------------- | --------- | ----------- |
| Mariscal Sucre   | Perú      | 1949 - 1951 |
| Huracán          | Argentina | 1952 - 1953 |
| Alianza Lima     | Perú      | 1954 - 1958 |
| Sporting Cristal | Perú      | 1959 - 1961 |
| Ciclista Lima    | Perú      | 1962        |

## Palmarés

### Campeonatos nacionales
| Título                    | Club             | País | Año  |
| ------------------------- | ---------------- | ---- | ---- |
| Primera División del Perú | Alianza Lima     | Perú | 1954 |
| Primera División del Perú | Alianza Lima     | Perú | 1955 |
| Primera División del Perú | Sporting Cristal | Perú | 1961 |